# Saint-Plantaire
Saint-Plantaire é uma comuna francesa na região administrativa do Centro, no departamento Indre. Estende-se por uma área de 33,61 km². Em 2010 a comuna tinha 626 habitantes (densidade: 18,6 hab./km²).